# Athinios

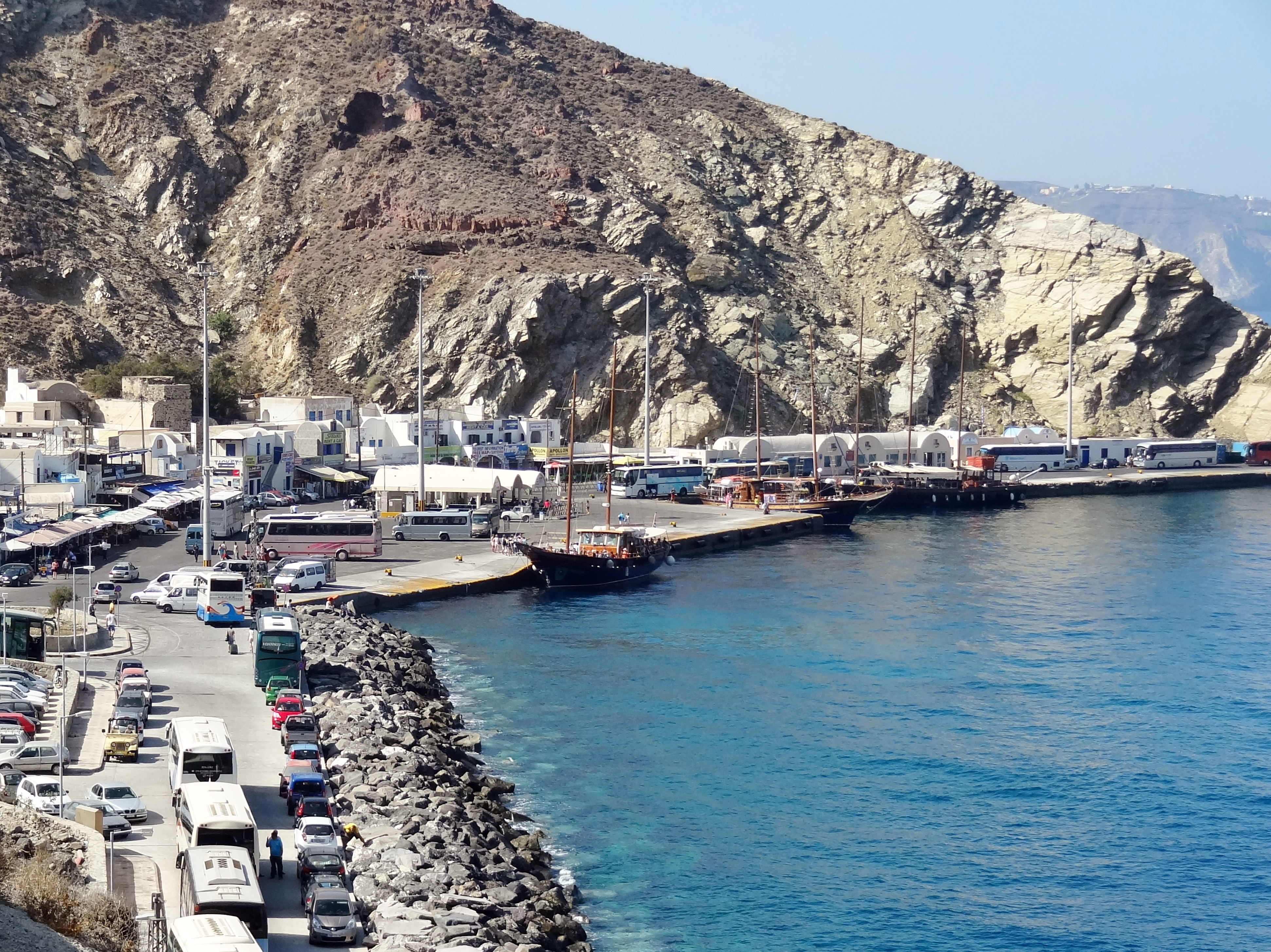
Vista del puerto de Athinios (en Santorini) en 2013.

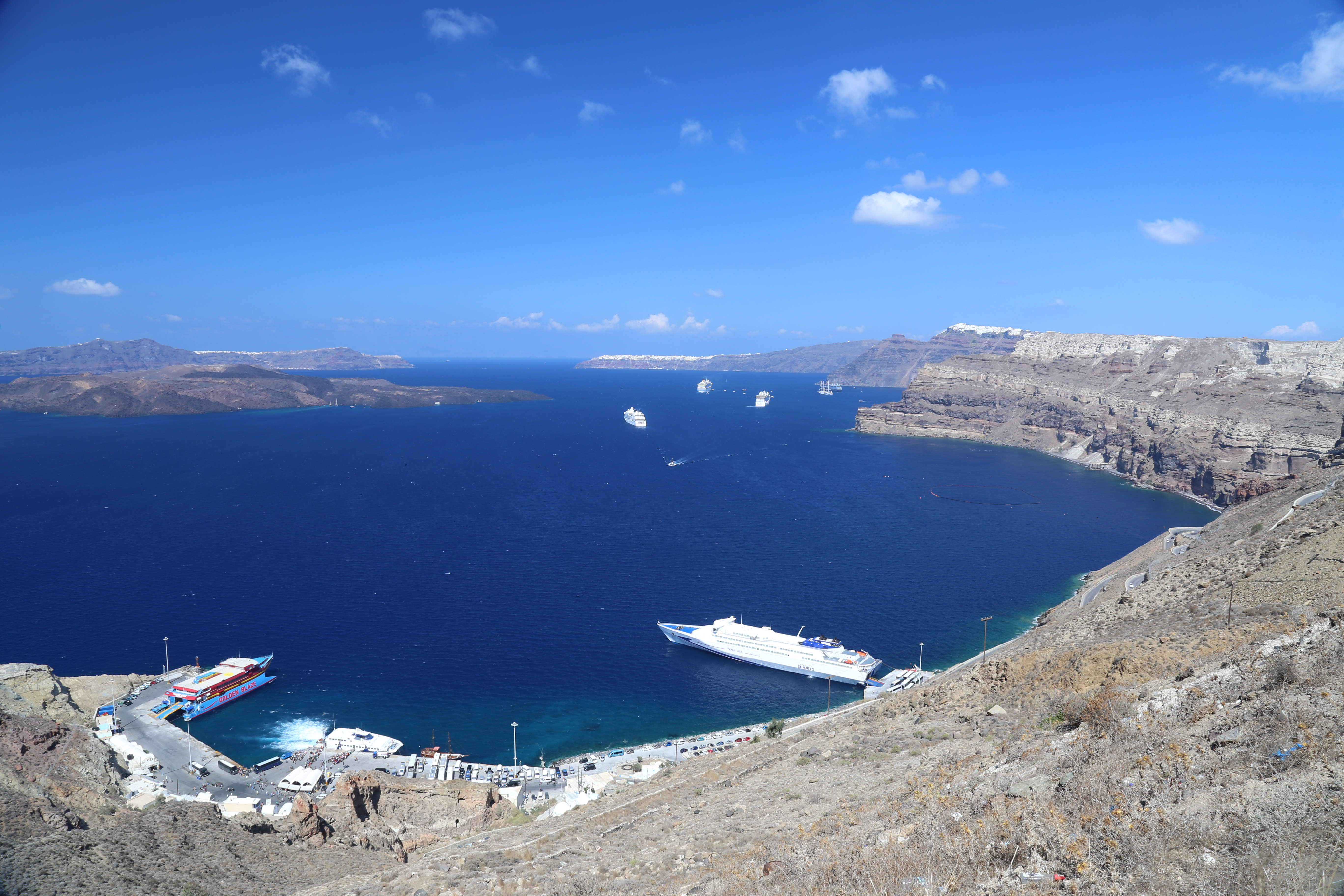
Una imagen del puerto de Athinios. A la derecha puede verse la barrera de contención del combustible del Sea Diamond, año 2014.

El puerto de Athinios o simplemente Athinios (en griego: Αθηνιός) es el principal puerto de ferries y cruceros de Santorini, ubicado aproximadamente a 10 km al sur de la capital Fira. Es el único puerto en la isla de Santorini con servicios regulares de transbordadores de pasajeros que unen la isla con el puerto ateniense de El Pireo, las Cícladas, Creta y Rodas. Athinios está rodeado de escarpados acantilados volcánicos, a lo largo de los cuales se divisa un camino que serpentea hacia la cima.